# Phyllonorycter comptoniella
Phyllonorycter comptoniella är en fjärilsart som först beskrevs av Darlington 1949.  Phyllonorycter comptoniella ingår i släktet guldmalar, och familjen styltmalar. Inga underarter finns listade i Catalogue of Life.